# Larry Coryell
Larry Coryell, född 2 april 1943 i Galveston, Texas, död 19 februari 2017 i New York, var en amerikansk jazzgitarrist.
Efter sin examen från Richland High School i östra Washington flyttade han till Seattle för att studera vid University of Washington. 1965 flyttade Coryell till New York där han blev en del av Chico Hamilton Quintet, där han ersatte Gábor Szabó. Under 1967 och 1968 spelade han in skivor tillsammans med Gary Burton och Jim Pepper. 
Hans musik under det sena 1960-talet och tidiga 1970-talet kombinerar influenserna av rock, jazz och östbaserad musik. 1973 skapade hans sin egen grupp, The Eleventh House. Efter att det bandet lagts ner fortsatte Coryell att mest spela akustisk gitarr, men återvände till elgitarren under 1980-talet. 1979 skapade Coryell "The Guitar Trio" med jazz fusion-gitarristen John McLaughlin, och flamenco-gitarristen Paco de Lucia och turnerade mestadels inom Europa. I början av 1980 blev Larry ersatt av Al Di Meola på grund av sitt drogmissbruk.
Coryell spelade in över 60 skivor och var under hela sin karriär en nyskapande kraft inom gitarrvärlden. Båda hans söner, Julian och Murali Coryell, är också aktivt involverade i musikbranschen.
Bland annat har han framträtt med:
- Eric Clapton
- Chick Corea
- Jimi Hendrix
- Paco de Lucia
- John McLaughlin
- Billy Cobham
- Keith Jarrett
- Miles Davis
- Jaco Pastorius
- Al Di Meola
- Biréli Lagrène
- Emily Remler
- Pat Metheny
- Kazuhito Yamashita
- Brian Q. Torff
- The Head Shop